# Acacia elata
Acacia elata é uma espécie de leguminosa do gênero Acacia, pertencente à família Fabaceae.